# Claffone
Claffone, o Claffo (... – Rugilandia, ante 500), fu re dei Longobardi sul finire del V secolo.

## Biografia
Scarsissime le informazioni su questo sovrano longobardo. Figlio e successore di Godeoc e quindi esponente della dinastia dei Letingi, regnò quando il suo popolo era stanziato nella Rugilandia, corrispondente all'attuale Bassa Austria.